# Посольство України в Руанді
Посольство України в Руанді — дипломатична місія України в Руанді.

## Завдання посольства
Основне завдання Посольства України в Республіці Руанда — представляти інтереси України, сприяти розвиткові політичних, економічних, культурних, наукових та інших зв’язків, а також захищати права та інтереси громадян і юридичних осіб України, які перебувають на території Республіки Руанда.
Посольство сприяє розвиткові міждержавних відносин між Україною та Руандою на всіх рівнях, з надання допомоги гармонійного розвитку взаємних відносин, а також співробітництва з питань, що становлять взаємний інтерес. Посольство виконує також консульські функції.

## Історія дипломатичних відносин
7 травня 1993 року Руанда визнала незалежність України.
Дипломатичні відносини між Україною і Республікою Руанда були встановлені 8 вересня 1993 р. шляхом підписання відповідного протоколу.  
6 жовтня 2021 року Указом Президента України № 516/2021 Надзвичайним і Повноважним Послом України в Республіці Руанда призначено Праведника Андрія Івановича .
Інтереси громадян України в Республіці Руанда захищало до 2024 року Посольство України в Кенії. У квітні 2024 року в м. Кігалі відбулась інавгурація Посольства України в Республіці Руанда разом із Спеціальним представником України з питань Близького Сходу та Африки Максимом Субхом.

## Торговельно-економічне співробітництво між Україною та Руандою
Руанда є одним із перспективних торговельно-економічних партнерів України у регіоні Східної Африки.
Двосторонній товарообіг між Україною і Руандою в 2023 році склав 2,63 млн дол. США.
Експорт з України до Руанди склав 423 тис. дол. США, імпорт – 2,21 млн дол. США.
З України до Руанди експортувалися пиво із солоду (358 тис. дол. США або 84,6% експорту), спирт етиловий (34 тис. дол. США або 8% експорту), машини посудомийні; фасувальне обладнання (20 тис. дол. США або 4,7% експорту), насоси, компресори, вентилятори (5 тис. дол. США або 1,2% експорту). 
Статтями імпорту з Руанди в Україну були кава (1,99 млн дол. США або 90,1% імпорту), олово необроблене (100 тис. дол. США або 9,8% імпорту) та чай (1 тис. дол. США або 0,1% імпорту).